# Championnats d'Europe de beach tennis 2012
 (mars 2024).
Si vous disposez d'ouvrages ou d'articles de référence ou si vous connaissez des sites web de qualité traitant du thème abordé ici, merci de compléter l'article en donnant les références utiles à sa vérifiabilité et en les liant à la section « Notes et références ».
Navigation
Édition précédente Édition suivante
Les championnats d'Europe de beach tennis 2012, cinquième édition des championnats d'Europe de beach tennis, ont eu lieu du 31 août au 2 septembre 2012 à Borgo Maggiore, à Saint-Marin. Le double masculin a été remporté par les Italiens Marco Garavini et Paolo Tazzari, le double féminin par les Italiennes Simona Bonadonna et Eva D'Elia et le double mixte par les Italiens Marco Garavini et Federica Bacchetta.